# Eberhard von Stohrer
Eberhard von Stohrer (Stuttgart, 5 de febrero de 1883 - Constanza, 7 de marzo de 1953) fue un diplomático alemán. Buen conocedor de España, estuvo destinado en la embajada de Madrid durante la Primera Guerra Mundial, donde jugó un papel relevante. Posteriormente estuvo destinado en Egipto, entonces un protectorado británico. Sin embargo, es más conocido por su rol como diplomático destinado en España durante la Guerra civil y los primeros años de la Segunda Guerra Mundial.

## Biografía
Nacido el 5 de febrero de 1883, era hijo del general Karl von Stohrer, que había sido oficial del Ejército de Wurtemberg. Stohrer estudió en la Universidad de Leipzig, recibiendo el grado de Doctor en Derecho. También realizó estudios en la Universidad de Estrasburgo —entonces una ciudad del Imperio Alemán— y en la Escuela de Ciencias Políticas de París.

### Carrera diplomática
En 1909 ingresó en el Cuerpo diplomático alemán, siendo destinado a la embajada de Sofia (Bulgaria). En 1910 fue transferido a Londres y en 1912 a Bruselas. Después de un corto período en Berlín trabajando para la oficina central de la Oficina Imperial del Ministerio de Asuntos Exteriores, se trasladó a Madrid, donde aprendió a hablar castellano con fluidez y a organizar una red de espionaje para el embajador alemán Leopold von Hoesch. Estuvo destinado como primer secretario de la embajada de Madrid entre 1913 y 1919, coincidiendo con la Primera Guerra Mundial. Durante la contienda jugó un destacado rol en el espionaje y la propaganda germanas. Ya en 1918 el periódico madrileño El Sol reveló su papel en la financiación de anarquistas para que organizaran huelgas en las fábricas que producían material para los aliados, así como la difusión de propaganda contraria al conde de Romanones —aliadófilo y firme partidario de la neutralidad española—.
Después de la Primera Guerra Mundial se trasladó a Berlín y siguió ascendiendo en el cuerpo diplomático. Entre 1921 y 1924 fue director adjunto de la oficina de prensa del Ministerio de Exteriores. En 1927 fue convocado para una misión en Egipto, y negoció un tratado de amistad entre Alemania y el Reino de Hijaz en 1929. Ejerció como embajador del Reich en Egipto entre 1927 y 1935. Durante su estancia en Egipto recomendó al Ministerio de Exteriores la promoción de la enseñanza local de la lengua alemana, la ampliación del equipo de técnicos médicos, el envío de más profesores de alemán para universidades, la promoción de la música y el arte alemanes en Egipto, intercambios de películas, etc. Entre 1935 y 1937 estuvo destinado en la legación alemana de Bucarest. Aristócrata y diplomático de la vieja escuela, al igual que muchos diplomáticos de carrera von Stohrer disentía del rumbo que había tomado la política exterior alemana bajo Hitler. A pesar de ello, en 1936 entró en el Partido Nazi.
En 1925 se casó con Maria Ursula von Günther, hija del oficial de caballería Franz von Günther y de Ilse von Koch. El matrimonio von Stohrer no tuvo hijos. Por aquel entonces Eberhard también era un piloto de carreras de automóviles y se perdió en abril de 1936 durante una carrera entre El Cairo y el oasis de Bahariya.

### Embajador en España
En julio de 1936 se encontraba en Madrid y estaba previsto que fuese nombrado embajador ante la República Española, pero debido al comienzo de la Guerra civil no llegó a presentar credenciales. Permaneció en Madrid actuando como observador y espiando al gobierno republicano, informando de cualquier noticia al gobierno nazi en Berlín. El general Wilhelm Faupel, el candidato del Partido Nazi, fue enviado como embajador ante la España de Franco en febrero de 1937. Sin embargo, Faupel no tardó en entrar en conflicto con algunos líderes del bando sublevado, particularmente Franco, que llegó a pedir su sustitución. Eberhard von Stohrer presentó sus credenciales como embajador de Alemania el 23 de septiembre de 1937 en Salamanca.

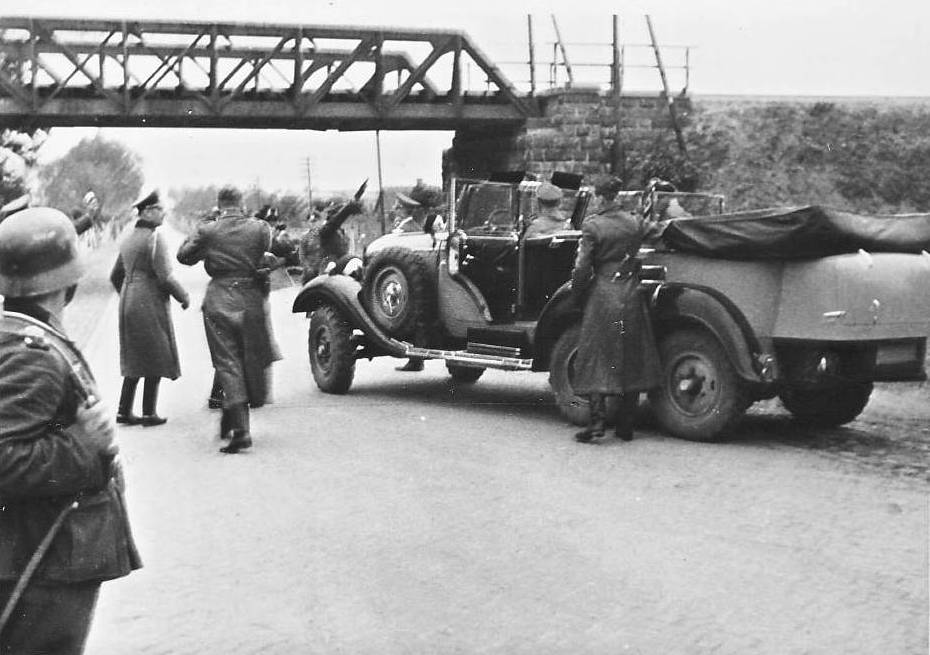
Vehículo Mercedes-Benz w31 540. Este es el único que existe hoy de los cuatro que se hicieron en 1938 y que fue entregado al embajador alemán en España von Stohrer para ser regalado al General Francisco Franco (los otros tres fueron usados por Adolf Hitler, Josef Goebbels y Benito Mussolini). Su actual propietario es Patrimonio Nacional.

Stohrer fue mucho más discreto que su antecesor, Faupel, y de hecho en sus informes a Berlín remarcó que Alemania debía evitar inmiscuirse en los asuntos internos españoles. Ello no impidió que continuara estrechando los lazos políticos entre España y Alemania, como ya había hecho Faupel. A pesar de tener una pobre opinión sobre las capacidades militares de Franco, a lo largo de su estancia en España logró mantener unas relaciones estrechas y cordiales con el «generalísimo».
En 1938 llegó a considerarse su envío a la embajada alemana en Londres después de que Joachim von Ribbentrop fuera nombrado Ministro de Asuntos Exteriores, aunque finalmente este plan fue desechado.
El 24 de enero de 1939, Stohrer firmó con Francisco Gómez-Jordana el Convenio cultural hispano-alemán, el cual facilitaba la difusión de la ideología nacionalsocialista en España y el intercambio de estudiantes entre España y Alemania. Este convenio se vio acompañado con la firma el 31 de marzo de un Tratado de amistad hispano-germano.
Tomó parte por estas fechas en la Operación Willi, un complot alemán para secuestrar a Eduardo VIII, por aquel entonces Duque de Windsor. Stohrer fue una de las autoridades que recibió al jerarca nazi Heinrich Himmler durante su visita a España en octubre de 1940, acompañándole durante su estancia en Madrid.
Stohrer fue uno de los organizadores del encuentro de Hendaya en la frontera hispano-francesa, el 23 de octubre de 1940, entre Adolf Hitler y Joachim von Ribbentrop con el General Francisco Franco y su cuñado Ramón Serrano Súñer. Von Stohrer se mantuvo en el cargo hasta el 16 de diciembre de 1942 cuando fue cesado y regresó a Alemania. La diplomacia moderada de Stohrer fue considerada un fracaso por Berlín, por lo que en diciembre se nombró un nuevo embajador para Madrid, Hans-Adolf von Moltke, un nazi de mayor fiabilidad.
Su relevo como embajador marcó el final del principal período de cooperación hispano-germana.

### Vida posterior
Falleció en Constanza el 7 de marzo de 1953.

## Reconocimientos
- Gran Cruz de la Gran Orden Imperial de las Flechas Rojas
- Gran Cruz de la Orden de Isabel la Católica